# 요나탄 쇠데르스트룀
요나탄 쇠데르스트룀(스웨덴어: Jonatan Söderström)은 스웨덴의 인디 게임 개발자이다. "선인장"이라는 의미의 별명인 "캑터스"(Cactus)로 더 잘 알려져 있다. 게임 개발에 몇 시간에서 며칠 정도의 짧은 시간을 쓰는 다작 게임 개발자로, 현재까지 50개가 넘는 게임을 만들었다.
2008년 인디펜던트 게임 페스티벌(IGF)에서는 《클린 아시아!》로 시각 예술과 오디오 분야에서 수상후보에 올랐으며, 2010년 IGF에는 《튜닝》으로 누오보 상(혁신상)을 수상했다.

## 참조
1. ↑  “10th Annual Independent Games Festival Finalists”. 《Independent Games Festival》. 2009년 3월 3일에 원본 문서에서 보존된 문서. 2010년 8월 14일에 확인함.
2. ↑  “12th Annual Independent Games Festival Finalists”. 《Independent Games Festival》. 2010년 8월 14일에 확인함.
3. ↑  timw (2010년 3월 12일). “GDC: Monaco Takes Grand Prize at 12th Annual IGF”. 《IndieGames.com》. UBM TechWeb. 2010년 3월 15일에 원본 문서에서 보존된 문서. 2010년 8월 14일에 확인함.